# Kaouar

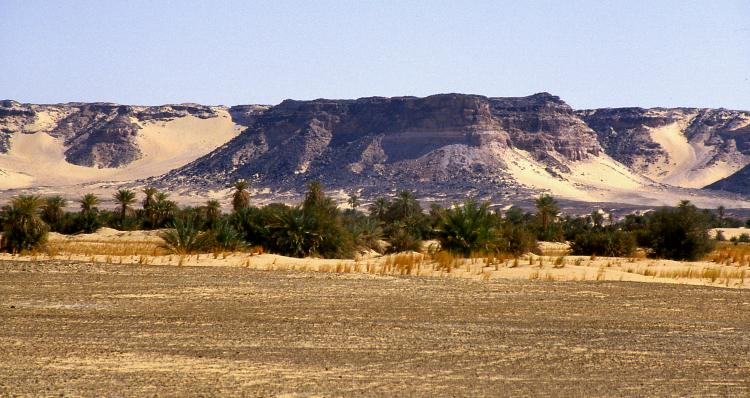
La falaise de Kaouar près de Bilma.

Le Kaouar ou Kawar est une falaise de 150 km dans le nord-est du Niger. Son point culminant (576 mètres) est le pic Zoumri.
Bilma, Dirkou, Aney et Séguédine sont ses principales agglomérations.
Grâce à la présence de sources d'eau, les oasis du Kaouar ont été une étape importante du commerce transsaharien de l'Antiquité à nos jours. Au Moyen Âge, ils étaient un important site de production de dattes et de sel. Pour cette raison, son contrôle a été disputé par les nomades et les États de la région, comme les Touaregs ou le royaume du Kanem-Bornou. 